# Kallenahalli, Madhugiri
Kallenahalli là một làng thuộc tehsil Madhugiri, huyện Tumkur, bang Karnataka, Ấn Độ.